# زمردی باغچه
زمردی باغچه (نام علمی: Chlorostilbon assimilis) نام یک گونه از سرده زمردی‌ها است.